# Kanton Montpellier-9
Der Kanton Montpellier-9 war von 1973 bis 2015 ein französischer Wahlkreis im Arrondissement Montpellier, im Département Hérault und in der Region Languedoc-Roussillon. Vertreter im Generalrat des Départements war von 1985 bis 2015 (wiedergewählt 2004) André Vézinhet. 
Der Kanton umfasste einen Teil der Stadt Montpellier. Die Kantonsgrenzen wurden vor seiner Auflösung zuletzt 2004 verändert. Zuletzt umfasste der Kanton die Stadtteile: 
- Mosson
- La Paillade
- Celleneuve
- Les Hauts de Massane
- Blayac-Pierres Vives
- Malbosc
- Le Grand Mail
- Les Tritons